# 이사벨 오다즈

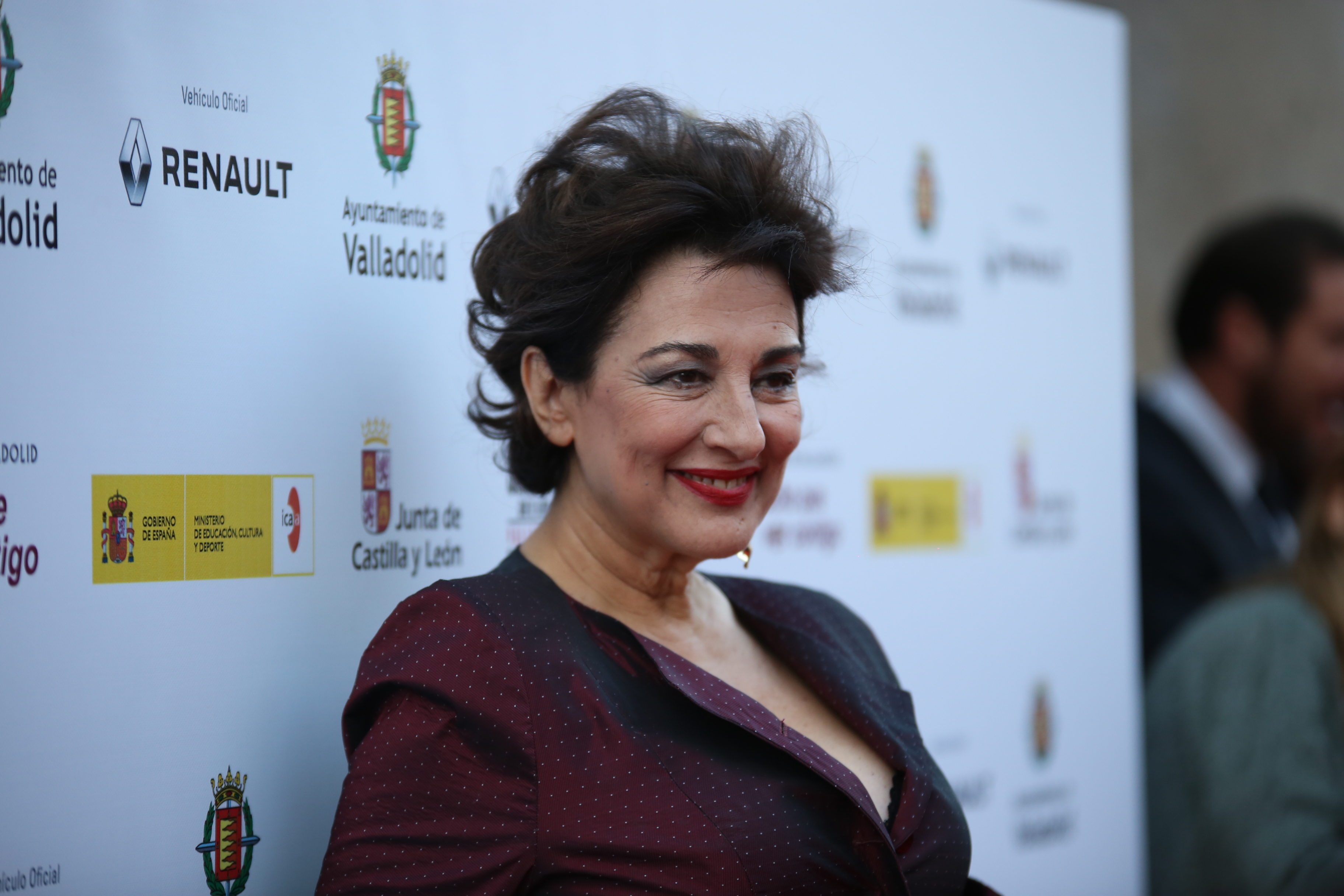

이사벨 오다즈(Isabel Ordaz, 1957년 1월 1일~)는 스페인의 배우이다.
마드리드에서 태어났다.

## 영화
- 사랑의 미로(영어판)(2010년)
- 한 여름의 꿈(영어판)(2005년)
- 요에스(2000년)
- 알사수아 1936년(1994년)
- 남자들은 다 똑같애(1994년)
- 왜 섹스를 사랑이라고 말하나(1992년)
- 사랑의 묘약(1988년)